# Fuerza Aérea Militar Lituana
La Fuerza Aérea Militar Lituana (en lituano: Lietuvos karinės oro pajėgos) es la rama de las Fuerzas Armadas de Lituania cuya función es la vigilancia del espacio aéreo de Lituania. Fue establecida en 1992, aunque previamente ya existió entre los años 1919 y 1940.
Debido a que no cuenta con capacidad de combate aéreo, la defensa aérea de Lituania, al igual que la de Estonia y Letonia, está garantizada desde el 30 de marzo de 2004 por la OTAN, la cual efectúa una rotación cada cuatro meses entre sus Estados miembros, los cuales llegado su turno tienen que enviar cuatro aeronaves a Lituania con la misión de realizar el control aéreo de los tres países bálticos, en una misión denominada Policía Aérea Báltica (más conocida por su denominación en inglés Baltic Air Policing). La Policía Aérea Báltica está basada en la única base aérea de la Fuerza Aérea militar Lituana, la base aérea de Šiauliai.
En los últimos años la Fuerza Aérea Militar Lituana ha mejorado notablemente su capacidad logística gracias a la adquisición de 3 unidades del avión de transporte táctico Alenia C-27J Spartan, que fueron entregados entre 2007 y 2009, que sustituyeron a los ya desfasados Antonov An-26.
En un futuro próximo se está planteando la modernización de la flota de helicópteros y la adquisición de algunas unidades del avión de combate ligero de fabricación checa Aero L-159 Alca, si bien la crisis económica y los recortes en el presupuesto han pospuesto la decisión unos años.

## Aeronaves y equipamiento
La Fuerza Aérea Militar Lituana cuenta con las siguientes unidades:
| Aeronave                  | Origen         | Tipo                        | Versiones | En servicio | Notas                        |
| Aviones                   | Aviones        | Aviones                     | Aviones   | Aviones     | Aviones                      |
| ------------------------- | -------------- | --------------------------- | --------- | ----------- | ---------------------------- |
| Alenia C-27J Spartan      | Italia         | Avión de transporte táctico | C-27J     | 3           |                              |
| Let L-410 Turbolet        | Checoslovaquia | Avión de transporte ligero  | L-410UVP  | 2           | En proceso de modernización. |
| Helicópteros              |                |                             |           |             |                              |
| Eurocopter AS365 Dauphin  | Francia        | Helicóptero utilitario      | AS365 N3+ | 3           |                              |
| Sikorsky UH-60 Black Hawk | Estados Unidos | Helicóptero utilitario      | UH-60M    | (4)         | [ 2 ]                        |

## Galería de imágenes

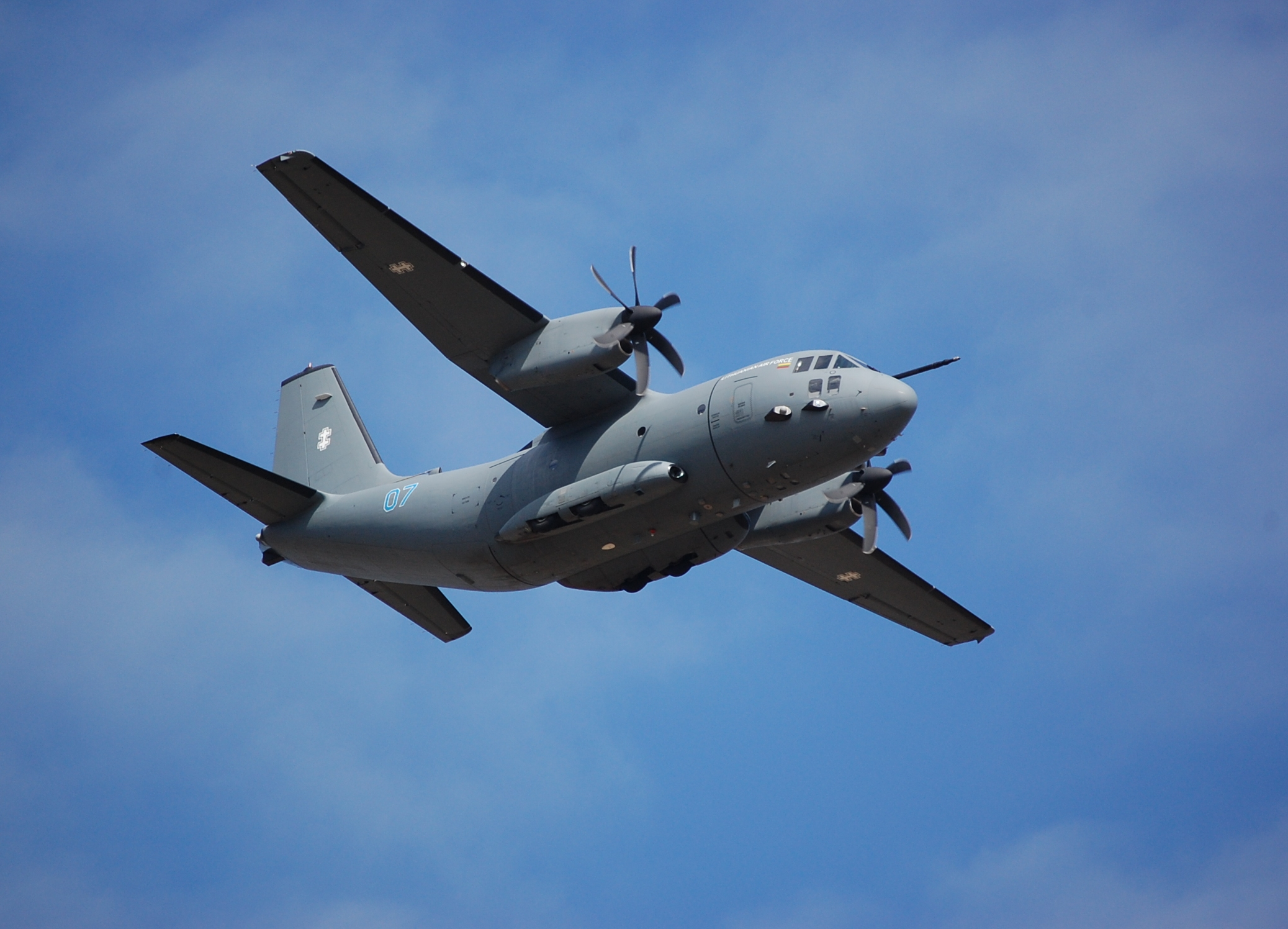
Alenia C-27J Spartan
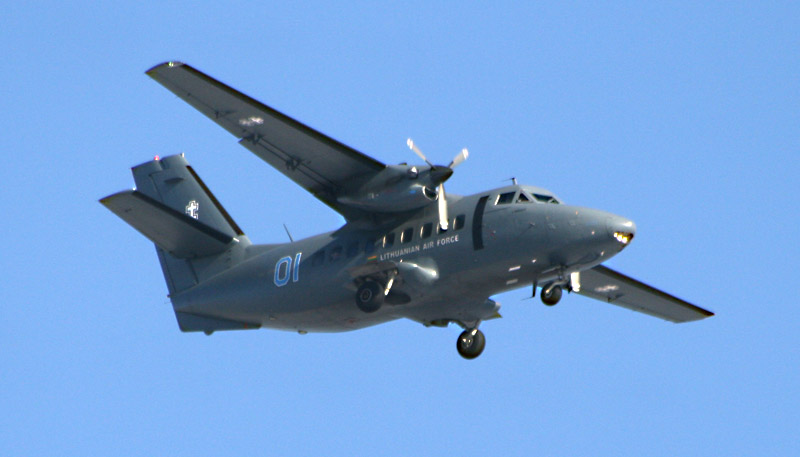
LET L-410 Turbolet
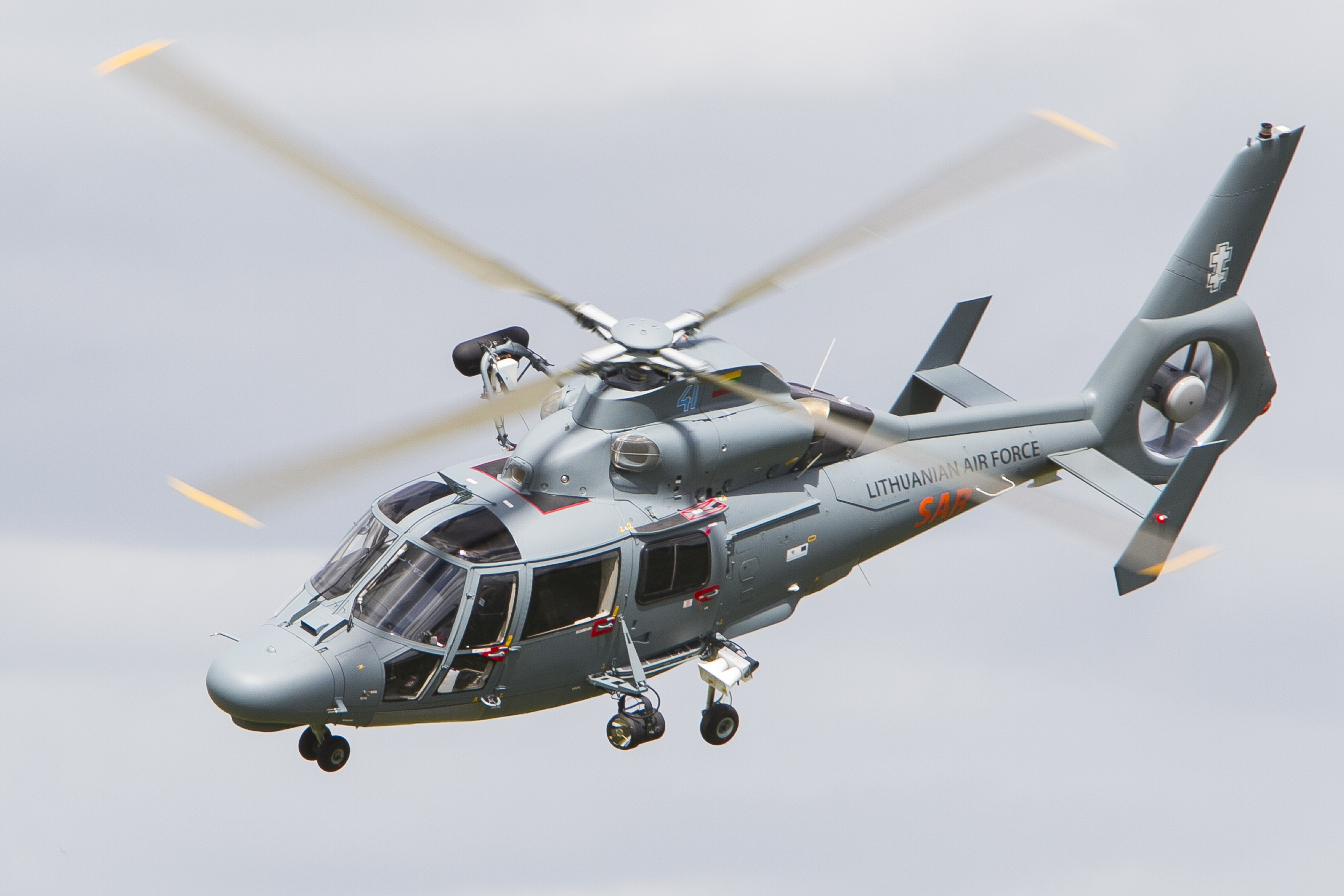
Eurocopter AS365 Dauphin